# سعيد محمد قطة
سعيد محمد قطة (1 مارس 1992-)، لاعب كرة قدم مصري يلعب لنادي المصري، يلعب في مركز خط الوسط.

## المسيرة الاحترافية
بدأ مشواره الكروي بقطاع الناشئين في النادي الأهلي بفريق 14 عاماً، انتقل لنادي المصرية للاتصالات ولعب العديد من المباريات قبل الانتقال لنادي لإعلاميين ثم لعب لنادي كاسكادا، وانتقل لنادي الزمالك عام 2011، اشاد به الجهاز الفنى لنادي الزمالك في مباراة الزمالك وأفريكا سبورت في دورى ابطال أفريقيا 2012، وهي المباراة التي اعتبرها الكثير من النقاد البداية الحقيقية مع الفريق.

## روابط خارجية
- سعيد محمد قطة على موقع قاعدة بيانات كرة القدم.إي يو (الإنجليزية)